# GSKV De Parabool
Groninger Studenten Korfbal Vereniging De Parabool is een studentenkorfbalvereniging uit de stad Groningen.

## Karakteristieken
De Parabool is een zelfstandige vereniging, en is van alle studentenkorfbalverenigingen in Nederland degene met de meeste teams in de Nederlandse competitie.
Het aantal teams in 2024 is zes, waarvan twee damesteams. Het eerste team speelt zowel als op het veld en de zaal in de eerste klasse. Het tweede team speelt op het veld in de eerste klasse en in de zaal in de tweede klasse. Naast spelende leden kent De Parabool ook een grote groep trainingsleden, die door de week meetrainen bij De Parabool en in het weekend met hun eigen club spelen.

## Symboliek
De officiële naam is bij oprichting vastgesteld als Groninger Studenten Korfbal Vereniging De Parabool (G.S.K.V. De Parabool). Deze naam werd gekozen omdat een parabool een boog is zoals de boog die een bal aflegt voordat deze in de korf valt. De clubkleuren zijn vastgesteld op paars en wit.

## Geschiedenis
De Parabool is opgericht op 1 juni 1980.